# 德米特里·列伊赫尔德
德米特里·亚历山德罗维奇·列伊赫尔德（1989年1月8日—），哈萨克斯坦男子自由式滑雪运动员，2011年亚洲冬季运动会男子雪上技巧金牌得主、2015年世界大冬会男子雪上技巧银牌得主、2017年世界大冬会男子雪上技巧和男子双人雪上技巧金牌得主、2017年亚洲冬季运动会男子雪上技巧和男子双人雪上技巧铜牌得主。